# Cabo de Gata
O Cabo de Gata é um promontório localizado no sul da Península Ibérica, frente ao mar Mediterrâneo, no município de Níjar, província de Almería, Andaluzia, Espanha.

## Etimologia
Ptolomeu referia-se ao cabo de Gata como Charidemou Acra, que significa “promontório das cornalinas”, lugar conhecido pelos navegantes gregos e fenícios que lutaram pelo seu controlo.
Posteriormente, Aviano, na sua Ora maritima refere-se-lhe como Iugum Veneris (Cabo de Vénus), em alusão à desusa de origem tartéssica que os romanos identificaram com Afrodite. Para a venerar ergueram um templo no Cerro de la Testa.
A abundância de ágatas na zona, que tinha dado lugar ao nome fenício, fê-lo retomar durante a Idade Média, sendo conhecido como Cabo das Ágatas. Por contração fonética, acabou o termo "Gata" por ser usado.

O cabo e uma vasta envolvente estão incluídos no Parque Natural do Cabo de Gata-Níjar. Climatologicamente, a zona está classificada como tendo clima desértico.